# رومن پاولیوچنکو
رومن آناتولیویچ پاولیوچنکو (روسی: Роман Анатольевич Павлюченко؛ زادهٔ ۲۷ نوامبر ۱۹۸۲) بازیکن فوتبال اهل روسیه است.
او سابقه عضویت در باشگاه‌های دینامو استاوروپول، روتار ولگوراد، اسپارتاک مسکو، تاتنهام، لوکوموتیو مسکو و کوبان کراسنودار را دارد.
پاولیوچنکو از سال ۲۰۰۳ به مدت یک دهه، ۵۱ بازی ملی برای تیم ملی فوتبال روسیه انجام داد و موفق شده ۲۱ گل به ثمر برساند. وی در ترکیب منتخب جام ملت‌های اروپا ۲۰۰۸ قرار گرفت و با این تیم به مرحلهٔ نیمه‌نهایی این رقابت‌ها رسید؛ او همچنین در ترکیب روسیه برای شرکت در جام ملت‌های اروپا ۲۰۱۲ نیز حضور داشت.

## افتخارات

### باشگاهی
اسپارتاک مسکو
- جام حذفی فوتبال روسیه: ۰۳–۲۰۰۲

لوکوموتیو مسکو
- جام حذفی فوتبال روسیه: ۱۵–۲۰۱۴

### ملی
روسیه
- جام ملت‌های اروپا نیمه نهایی (۱): ۲۰۰۸

### فردی
- لیگ برتر فوتبال روسیه بهترین گلزن: ۲۰۰۶ (۱۸ گل در ۲۷ بازی)،[۳] ۲۰۰۷ (۱۴ گل در ۲۲ بازی)
- ستارگان تیم‌های فینالیست جام ملت‌های اروپا: ۲۰۰۸